# Redlice
Redlice est une localité polonaise de la gmina de Ścinawa, située dans le powiat de Lubin en voïvodie de Basse-Silésie.